# Irina Pavlovna Paley
Pour les articles homonymes, voir Paley (homonymie).
Irina Pavlovna Paley (en russe : Ирина Павловна Палей), née comtesse Irène von Hohenfelsen puis titrée princesse Paley en 1915, dite Irène Paley, née le 21 décembre 1903 dans le 16e arrondissement de Paris et morte le 15 novembre 1990 à Biarritz, est une aristocrate issue de la famille Romanov, qui vit en France après son exil à la suite de la révolution d'Octobre.

## Biographie

### Enfance et famille
Irène Paley est la fille du grand-duc Paul Alexandrovitch et de la princesse Olga Karnovitch Paley. Le mariage de ses parents célébré sans l'autorisation de Nicolas II de Russie provoque le courroux du tsar. La stricte loi régissant la famille impériale contraint l'empereur à exiler son oncle. Le grand-duc reçoit pour sa femme le titre de comtesse de Hohenfelsen de la part de la couronne de Bavière, et c'est sous ce nom que les enfants sont connus alors en France. De 1898 à 1913, le couple et leurs trois enfants résident dans une propriété de Boulogne-Billancourt, à côté de Paris (qui accueille aujourd'hui l'École Dupanloup).

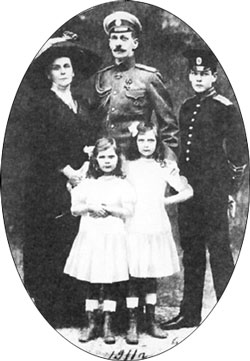
Irina Pavlovna Paley avec ses parents, son frère et sa jeune sœur en 1911.

La princesse Irina Pavlvona Paley naît le 21 décembre 1903, au 11 avenue d'Iéna, dans le 16e arrondissement de Paris. Elle grandit entourée de ses parents, de son frère Vladimir, et de sa sœur Natalie. La famille passe également ses vacances à Biarritz, station balnéaire préférée des grands-ducs depuis plusieurs décennies.
En 1913, Nicolas II accorde son pardon à son oncle et lui demande de rentrer à Saint-Pétersbourg avec son épouse et ses trois enfants. À son arrivée dans la capitale de la Russie impériale, le grand-duc fait construire une demeure à Tsarskoïe Selo, près du palais Catherine et du palais Alexandre. Les travaux se terminent en 1914.

### Révolution russe
Au lendemain de l'éclatement de la Révolution de février en 1917, après plusieurs incursions d'anciens soldats de l'armée impériale dans le palais du grand-duc, la grande-duchesse Marie Pavlovna de Russie, issue du premier mariage du grand-duc Paul Alexandrovitch et de la défunte grande-duchesse Alexandra de Grèce, conseille à son père de s'installer dans une demeure plus discrète. Puis, craignant un embrasement de la situation politique en Russie, Marie Pavlovna de Russie lui conseille de fuir à l'étranger avec sa famille, mais le grand-duc refuse d'abandonner le tsar. Après la Révolution d'Octobre en 1917, la famille est assignée à résidence par les Bolcheviks. Arrêté en 1918, le grand-duc Paul est détenu à la forteresse Pierre-et-Paul de Saint-Pétersbourg. Il est assassiné le 29 janvier 1919 et sa dépouille ne sera jamais retrouvée. Son fils, le prince Vladimir Pavlovitch Paley est exilé en Oural et assassiné le 18 juillet 1918.
Craignant pour la sécurité de ses filles, la princesse Olga Karnovitch Paley, aidée de la grande-duchesse Marie Pavlovna les fait passer par la frontière russo-finlandaise, sur le lac Ladoga gelé. Irène et Natalie Paley atteignent Helsinki et reçoivent des soins dans un dispensaire de la ville. Après l'assassinat de son époux, la princesse Olga Valerianovna Paley quitte la Russie pour rejoindre ses filles à Helsinki, en février 1919.

### Exil en France

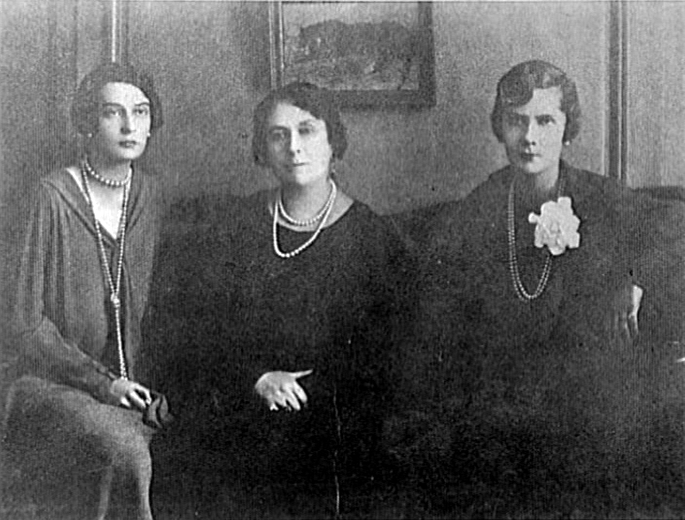
La princesse Irina avec sa mère et sa sœur dans les années 1920.

En 1920, accompagnée de ses deux filles, la princesse Paley quitte la Finlande et s'établit dans son hôtel particulier de Boulogne. Mais, contrainte de payer des sommes afférentes à la construction du palais de Tsarkoïe Selo, elle vend la propriété de Boulogne et s'installe avec ses filles rue de la Faisanderie, dans le 16e arrondissement de Paris, en 1921. Elle fait aussi construire une villa à Biarritz sur la côte basque.
Irina Paley et sa sœur s'intègrent parfaitement en France, car elles en maîtrisent la langue. Mélancolique, Irina Paley aime réciter les poèmes écrits par son frère disparu en Russie. Elle vit auprès de sa mère, qui lui lègue son caractère énergique et son sens aigu de l'organisation. Irina Paley se rappellera plus tard son père lui ayant confié ce qu'avait été son second mariage pour lui :

« Il nous a parlé longuement de tout ce qu'il devait à notre mère, tout ce qu'elle lui avait apporté, qu'il n'avait jamais connu un tel bonheur dans sa vie auparavant, et sur tout ce qu'elle avait été pour lui. Il a parlé pendant qu'il marchait, et cela lui a permis de surmonter sa réserve et sa timidité intense. Se doutait-il alors qu'il n'avait plus beaucoup de temps à vivre? Je suis tenté de le croire et de penser qu'il nous a demandé de prendre soin de notre mère, quand il ne pourrait plus être avec elle. »

### Premier mariage

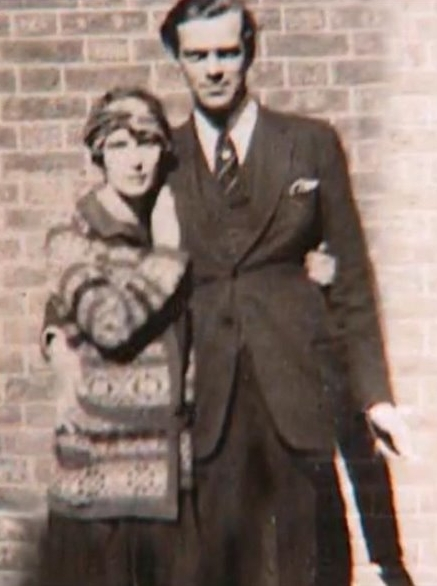
Irina Pavlovna et son premier époux.

Irina Paley et le prince Fiodor Alexandrovitch de Russie ont coutume de se croiser soit à Paris, soit à Biarritz. Elle s'éprend de son cousin, décrit à l’époque comme « irrésistiblement beau et brave homme ».
Le 21 mai 1923, en la cathédrale Saint-Alexandre-Nevsky de la rue Daru à Paris, la princesse Irina Paley épouse le prince Fiodor Alexandrovitch de Russie. Au début de leur mariage, le jeune couple réside à Biarritz. Leur fils Michel naît le 4 mai 1924 à Paris. Cet enfant descendant de deux membres de la famille Romanov est le premier enfant exilé à naître après la Révolution russe.
Avec sa mère, la princesse Irina consacre beaucoup de temps au soutien des exilés russes. Elle s'occupe également de l'éducation de son fils, qui prend conscience grâce à sa mère d'« être un vrai Romanov ». Sa sœur Natalie Paley devient une icône de la mode et intègre le Tout-Paris de l'époque. Après le décès de sa mère survenu le 2 novembre 1929, Irina Paley se consacre seule aux associations d'aide aux exilés russes instaurées par sa mère en 1920. En 1925, elle ouvre à Brunoy, en banlieue parisienne, une école pour jeunes filles russes, hébergée ensuite par Hubert Conquéré de Monbrison au château Leroy à Quincy-sous-Sénart à partir de 1929. Irina rencontre probablement Hubert Conquéré de Monbrison à Biarritz, où tous deux possèdent une propriété. La princesse s'éloigne de plus en plus de son époux, puis finalement le couple se sépare en 1930. La princesse s’installe à Neuilly-sur-Seine avec son fils. De son côté, le prince Fiodor part pour les États-Unis, puis déçu par le mode de vie des Américains s’installe en Angleterre, auprès de sa mère, la grande-duchesse Xenia. Le 22 juillet 1936, le divorce est prononcé entre la princesse Irina et le prince Fiodor. Irina et Hubert ont une fille, Irène, le 7 mai 1934, et s'installeront lors de la Seconde Guerre mondiale, sous l'Occupation, dans la villa biarrote des Monbrison, le château Leroy étant réquisitionné par la Wehrmacht.

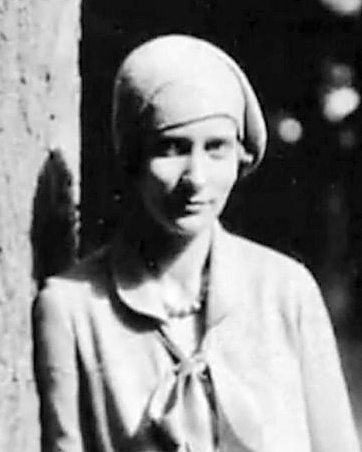
La princesse Irina Pavlovna Paley.

Jusqu'au décès du prince Fiodor, la princesse Irina maintient avec lui des relations amicales. En 1946, Fiodor commence à souffrir de tuberculose, due à une pneumonie dont les médecins anglais n'ont pas assez mesuré la gravité. Afin d'améliorer la santé du prince et lui apporter une meilleure alimentation, la princesse Irina Alexandrovna de Russie et son époux le prince Félix Youssoupoff organisent le voyage de retour en France du prince Fiodor. De Paris il est transporté dans une maison du pays basque, ou il vit pendant vingt ans entouré de l'affection de son ex-épouse, des Youssoupoff et de son fils. Il meurt à Ascain le 30 novembre 1968.

### Second mariage et décès
Le 11 septembre 1950, à Biarritz, la princesse Irina épouse Hubert Conquéré de Monbrison et elle se convertit à la religion réformée, religion de ce dernier. Elle est titrée princesse Romanovskaïa par le grand-duc Vladimir Kirillovitch de Russie le 7 mai 1951.
Affectée par le décès de sa sœur survenu aux États-Unis en 1981, et atteinte de surdité dans ses dernières années, Irène Paley meurt le 15 janvier 1990 à Biarritz.

### Descendance
De son mariage avec son cousin le prince Fiodor Alexandrovitch de Russie (1898-1968) ne naît qu'un seul enfant :
- Michel Feodorovitch Romanov (1924-2008), de nationalité française.

De sa liaison avec Hubert Conquéré de Monbrison (1892-1981) est née une fille (adultérine, puisque la princesse Irina Paley ne divorce qu'en 1936) : 
- Irène Feodorovna Romanov[11] (1934-) ; qui épouse le 23 décembre 1955 André-Jean Pelle (1923-1998) (divorcée en 1959), dont Alain Pelle (1956-2019[12]), et postérité. Elle épouse ensuite Victor-Marcel Soulas (né à Saint-Méen-le-Grand en 1938), le 26 décembre 1962, d'où une fille Joëlle (née en 1966).

## Sources
- Archives : acte de naissance no 16/1500/1903, acte de mariage, et acte de décès à Biarritz.
- Henri Troyat, Nicolas II : le dernier tsar, Paris, Flammarion, 1991, 458 p. (ISBN 2-08-066658-4).
- Frédéric Mitterrand, Mémoires d'exil, Paris, Robert Laffont, 1999, 341 p. (ISBN 2-221-09023-3).
- Cyrille Boulay, Légendes royales : dans l'intimité des cours d'Europe, Paris, Le Pré aux Clercs, 2000, 119 p. (ISBN 2-84228-105-5).